# Andrena aspericollis
Andrena aspericollis är en biart som beskrevs av Pérez 1895. Andrena aspericollis ingår i släktet sandbin, och familjen grävbin. Inga underarter finns listade i Catalogue of Life.